# Décret présidentiel 14159
Lire en ligne

Décret présidentiel 14159
 (en)Executive Order 14159 Texte sur Wikisource

Le décret présidentiel 14159, intitulé Protéger le peuple américain contre l'invasion (en anglais : Protecting The American People Against Invasion), est un executive order signé par le président des États-Unis Donald Trump, le 20 janvier 2025,. 

## Dispositions et conséquences
Ce décret a une incidence sur la politique d'immigration américaine (en). Plus précisément, il appelle à :
- un recours accru à l'expulsion accélérée (en), une politique d'immigration qui permet d'expulser des individus sans audience au tribunal,
- le refus de financement fédéral aux juridictions sanctuaires,
- des sanctions pénales et civiles pour les immigrants qui ne s'enregistrent pas en tant que sans-papiers,
- une hausse significative du nombre d'agents des services de l'immigration et des douanes (ICE) et des services des douanes et de la protection des frontières (CBP),
- la restriction de l'accès aux prestations publiques,
- l'élargissement des lois sur l'immigration et la nationalité, au titre de l'article 287(g) (en),
- l'augmentation des poursuites pénales fédérales pour les délits liés à l'immigration[3],[4],[5],[6],[7].

## Contestations juridiques
Le 7 février 2025, San Francisco et seize autres villes et comtés sanctuaires poursuivent l'administration Trump devant le tribunal de district de Californie du Nord (en), demandant une injonction contre la mise en œuvre des dispositions de ce décret ainsi que du décret présidentiel 14218,. Le 24 avril 2025, le juge William Orrick (en) émet l'injonction demandée, interdisant à l'administration de refuser des fonds aux juridictions sanctuaires ou de soumettre l'octroi de fonds à des conditions. Interrogé sur cette décision, Donald Trump a répondu : « Les villes sanctuaires sont des sanctuaires pour les criminels. Nous devrions les fermer. ».